# クリ (犬種)
クリ（英：Kurī）とは、ニュージーランド原産の食用犬種である。現在はとても希少な犬種で、マオリ人によってのみ飼育されている。

## 歴史
とても古い犬種で、西暦900年ごろにニュージーランドにやってきたマオリ人が連れてきた犬種がもとである。
猟犬としてトカゲやオウムを狩り、番犬として村の見張りをしていたほかに、神聖な食料として生贄の料理に使われた。このほかにクリはご馳走として食べられる事もあったが、マオリ人は食べられたクリに感謝の心を表すため、皮を服に、毛をアクセサリーや船の穂先に、骨は槍や銛、釣り針や飾りとして無駄なく使った。19世紀以降に外国から入ってきた他犬種との雑交が進み、希少化してしまったため食用にされる事は無くなった。
なお、これの近縁種にクリオという犬種がポリネシアにいるが、こちらもかなり珍しく希少な犬種である（クリオは食用犬ではない）。

## 特徴
日本犬に似た犬種で、ショートコートはホワイト地にブラックのマーキングが入っている。短足で立ち耳、サーベル形の垂れ尾か刺し尾で、暑さに強い。中型犬サイズで、性格は忠実で冷静。

## 参考
- 『デズモンド・モリスの犬種事典』（誠文堂新光社）デズモンド・モリス著書、福山英也、大木卓訳 誠文堂新光社、2007年